# Matthias Colerus

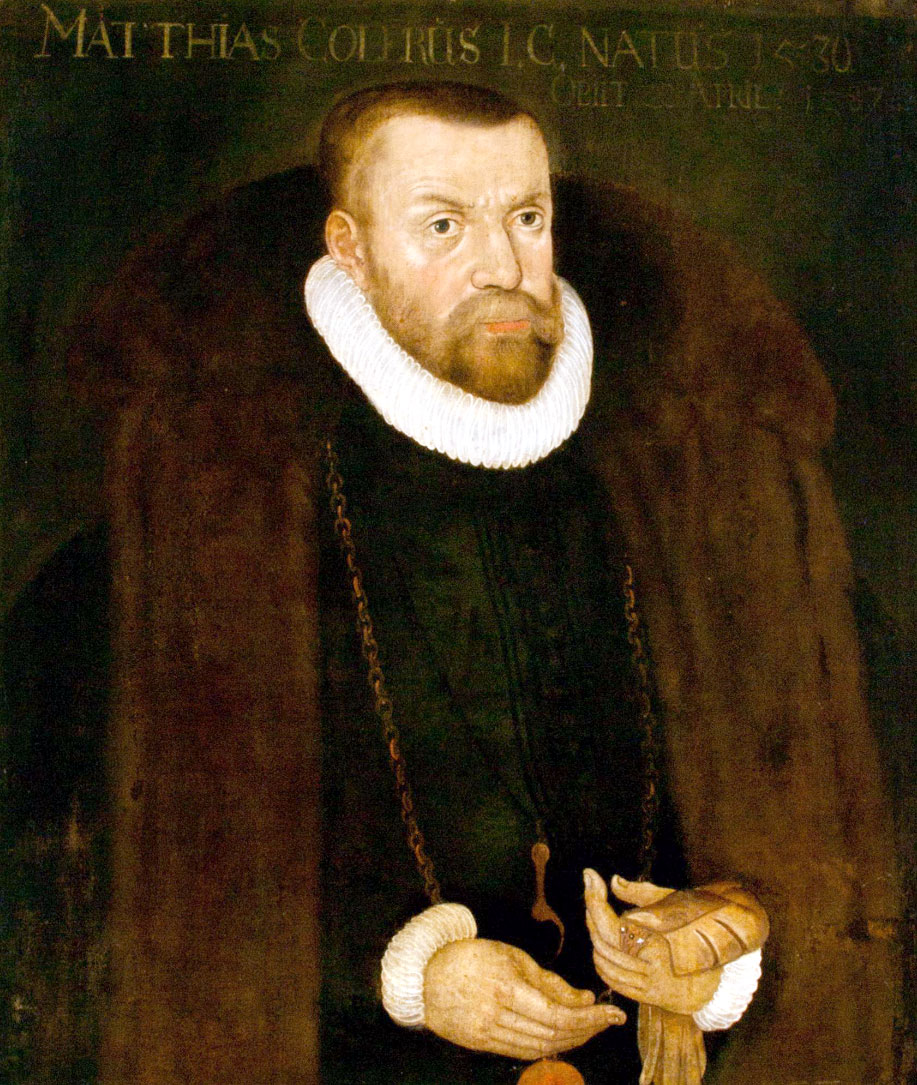
Matthias Colerus

Matthias Colerus, auch: Collerius (* um 1530 in Altenburg; † 22. April 1587 in Jena) war ein deutscher Rechtswissenschaftler.

## Leben
Geboren als Sohn eines Ratsherrn, immatrikulierte er sich am 19. Juni 1546 an der Universität Wittenberg. Nachdem er 1550 den akademischen Grad eines Magisters erworben hatte, beschließt er auf Rat Philipp Melanchthons, sich dem Studium der Rechte zu widmen. Dazu begab er sich an die Universität Leipzig, wo seine Lehrer Modestinus Pistoris und Christoph Zobel seine humanistischen Neigungen zum praktischen Reformer prägten.
1558 kehrte er nach Wittenberg zurück und promovierte zum Doktor der Rechte. Daraufhin wird er 1559 Professor an der Universität Jena, wo er unter anderem Dekan der juristischen Fakultät war und drei Mal das Amt des Rektors der Akademie verwaltete. In jener Zeit wird er als Philippist in die konfessionellen Streitigkeiten hineingezogen und muss 1569 sein Amt aufgrund seiner synergistischen Haltung aufgeben. Daraufhin nimmt er Tätigkeiten als Mitglied des sächsischen Appellationsgerichts in Leipzig und als Kanzler in Anhalt wahr.
1573 kehrt er als Professor Primarius nach Jena zurück, ist dort am 11. April 1575 Ordinarius des Spruchkollegs und ab 1573 Beisitzer des Oberhofgerichtes. Hohes Ansehen erlangte er mit seinen für die Praxis geschriebenen Kompendien. Er beteiligte sich auch an den organisatorischen Aufgaben der Jenaer Hochschule und war drei Mal (Sommersemester 1562, Sommersemester 1568, Wintersemester 1575) deren Rektor.

## Werke
- Tractatus de processibus ad Practicam fori Saxonici applicans
- Commentarius de exceptionibus
- Decisiones Germaniae, cum addit
- Consilia